# Liste der Gedenktafeln in Berlin-Prenzlauer Berg
Die Liste der Gedenktafeln in Berlin-Prenzlauer Berg enthält die Namen, Standorte und, soweit bekannt, das Datum der Enthüllung von Gedenktafeln.
Die Liste ist nicht vollständig.

## Prenzlauer Berg
| Bild | Name                                                   | Standort                       | Datum der Enthüllung |
| ---- | ------------------------------------------------------ | ------------------------------ | -------------------- |
|      | 9. November                                            | Bornholmer Straße              |                      |
|      | Anton-Saefkow-Park                                     | Greifswalder Straße 65         |                      |
|      | Arenberger Dominikanerinnen                            | Greifswalder Straße 18a        |                      |
|      | Arnswalder Platz                                       | Arnswalder Platz               |                      |
|      | Baruch Auerbachsche Waisenhaus                         | Schönhauser Allee 162          |                      |
|      | Baruch Auerbachsche Waisenhaus                         | Schönhauser Allee 162          |                      |
|      | Giovanni Bacigalupo                                    | Schönhauser Allee 74a          |                      |
|      | Drehorgelfabrik Bacigalupo                             | Schönhauser Allee 79           |                      |
|      | Berliner Mauer                                         | Falkplatz                      |                      |
|      | Berliner Mauer                                         | Bornholmer Straße              |                      |
|      | Rolf Biebl                                             | Schönhauser Allee 36           |                      |
|      | Wilhelm Blank                                          | Storkower Straße 53b           |                      |
|      | Hermann Blankenstein                                   | Prenzlauer Allee 75            |                      |
|      | Dietrich Bonhoeffer                                    | Oderberger Straße 61           |                      |
|      | Bösebrücke                                             | Bornholmer Straße              |                      |
|      | Julius Bötzow                                          | Prenzlauer Allee 242           |                      |
|      | Horst Buchholz                                         | Sodtkestraße 11                |                      |
|      | Leopold Chones                                         | Kollwitzstraße 74              |                      |
|      | Martin Dibobe                                          | Kuglerstraße 44                |                      |
|      | Einsame Pappel                                         | Topsstraße 15                  |                      |
|      | Fritz Erler                                            | Chodowieckistraße 17           |                      |
|      | Hermann und Bertha Falkenberg                          | Lottumstraße 22                |                      |
|      | Friedens-Mahner                                        | Fehrbelliner Straße 99         |                      |
|      | Friedhof I der Georgen-Parochialgemeinde               | Greifswalder Straße 229        |                      |
|      | Friedhofspark Pappelallee                              | Pappelallee 16                 |                      |
|      | Friedhofspark Pappelallee                              | Pappelallee 16                 |                      |
|      | Friedliche Revolution                                  | Teutoburger Platz              |                      |
|      | Friedliche Revolution                                  | Teutoburger Platz              |                      |
|      | Fussball Route Berlin, Friedrich-Ludwig-Jahn-Sportpark | Cantianstraße 24               |                      |
|      | Fussball Route Berlin, Friedrich-Ludwig-Jahn-Sportpark | Cantianstraße 24               |                      |
|      | Fussball Route Berlin, Friedrich-Ludwig-Jahn-Sportpark | Cantianstraße 24               |                      |
|      | Julius Fromm                                           | Käthe-Niederkirchner-Straße 23 | 21. Juni 2025        |
|      | Heinz Galinski                                         | Schönhauser Allee 31           |                      |
|      | Grenzübergang Bornholmer Straße                        | Bornholmer Straße              |                      |
|      | Sebastian Haffner                                      | Prenzlauer Allee 227           |                      |
|      | Sebastian Haffner                                      | Prenzlauer Allee 227           |                      |
|      | Haftstätte Prenzlauer Allee                            | Prenzlauer Allee 75            |                      |
|      | Haftstätte Prenzlauer Allee                            | Prenzlauer Allee 75            |                      |
|      | Haus der Einheit                                       | Torstraße 1                    |                      |
|      | Paul Hildebrandt                                       | Gleimstraße 49                 |                      |
|      | Hilfswerk                                              | Fehrbelliner Straße 99         |                      |
|      | Franz Huth                                             | Rykestraße 3                   |                      |
|      | Jüdisches Altenheim                                    | Schönhauser Allee 22           |                      |
|      | Jüdisches Altenheim                                    | Schönhauser Allee 22           |                      |
|      | Jüdische Bewohner                                      | Christburger Straße 48         |                      |
|      | Jüdische Bewohner                                      | Käthe-Niederkirchner-Straße 35 |                      |
|      | Jüdische Bewohner                                      | Kollwitzstraße 66              |                      |
|      | Jüdische Bewohner                                      | Käthe-Niederkirchner-Straße 35 |                      |
|      | Jüdische Versorgungsanstalt                            | Schönhauser Allee 22           |                      |
|      | Jüdischer Friedhof                                     | Schönhauser Allee 23           |                      |
|      | Jüdischer Friedhof                                     | Knaackstraße 41                |                      |
|      | Jüdisches Kinderheim                                   | Fehrbelliner Straße 92         |                      |
|      | Willi Jungmittag                                       | Gubitzstraße 47a               |                      |
|      | Ernst Knaack                                           | Kastanienallee 16              |                      |
|      | Käthe Kollwitz                                         | Kollwitzstraße 58              |                      |
|      | Käthe und Karl Kollwitz                                | Kollwitzstraße 58              |                      |
|      | wildes Konzentrationslager                             | Knaackstraße 23                |                      |
|      | Kriegsgegner                                           | Schönhauser Allee 23           |                      |
|      | Friedrich Krummel                                      | Stargarder Straße 21           |                      |
|      | Kulturbrauerei                                         | Knaackstraße 97                |                      |
|      | Kurt Lehmann                                           | Danziger Straße 29             |                      |
|      | Leise-Park                                             | Heinrich-Roller-Straße 3       |                      |
|      | Ernst Lubitsch                                         | Schönhauser Allee 183          |                      |
|      | Johann Heinrich Gustav Meyer                           | Pappelallee 16                 |                      |
|      | Erich Nehlhans                                         | Prenzlauer Allee 35            |                      |
|      | Käte Niederkirchner                                    | Pappelallee 22                 |                      |
|      | NS-Opfer                                               | Knaackstraße 23                |                      |
|      | Städtisches Obdach „Palme“                             | Fröbelstraße 15                |                      |
|      | Städtisches Obdach „Palme“                             | Fröbelstraße 15                |                      |
|      | Ernst Thälmann                                         | Greifswalder Straße ggü. 52    | 16. November 2023    |
|      | Volkspark Prenzlauer Berg                              | Hohenschönhauser Straße        |                      |
|      | Wasserturm Prenzlauer Berg                             | Knaackstraße 23                |                      |
|      | Wasserturm Alter Schlachthof                           | Otto-Ostrowski-Straße 14       |                      |
|      | Carl Pretzel                                           | Prenzlauer Allee 227           |                      |
|      | Heinrich Preuß                                         | Stargarder Straße 13           |                      |
|      | Werner Prochnow                                        | Greifenhagener Straße 59       |                      |
|      | Werner Prochnow                                        | Wichertstraße 53               |                      |
|      | Hedwig Rahmel                                          | Küselstraße 9                  |                      |
|      | Wilhelm Rietze                                         | Dunckerstraße 13               |                      |
|      | Klara Schabbel                                         | Conrad-Blenkle-Straße 63       |                      |
|      | Gustav Schiefelbein                                    | Driesener Straße 4             |                      |
|      | Klaus Schlesinger                                      | Dunckerstraße 4                |                      |
|      | Willy Schneider                                        | Hufelandstraße 39              |                      |
|      | Johannes Schwartzkopff                                 | Immanuelkirchstraße 1          |                      |
|      | Johannes Schwartzkopff                                 | Immanuelkirchstraße 1          |                      |
|      | Rudolf Schwarz                                         | Varnhagenstraße 24             |                      |
|      | Max Skladanowsky                                       | Schönhauser Allee 146          |                      |
|      | Arthur Sodtke                                          | Schönhauser Allee 39           |                      |
|      | Spielplatz Mondfisch                                   | Metzer Straße 28–30            |                      |
|      | Maria und Bruno Stein                                  | Pasteurstraße 42               |                      |
|      | Strassenfeger (Straßenzeitung)                         | Oderberger Straße 12           |                      |
|      | Summstein                                              | Mendelssohnstraße 10           |                      |
|      | Synagoge Rykestraße                                    | Rykestraße 53                  |                      |
|      | Wende und friedliche Revolution in der DDR             | Bornholmer Straße              |                      |
|      | Agnes Wendland                                         | Gethsemanestraße 9             |                      |
|      | Widerstand gegen den Nationalsozialismus               | Schönhauser Allee 116a         |                      |
|      | Wohnungsmodernisierungen                               | Christinenstraße 7             |                      |
|      | Johannes Wolf                                          | Rykestraße 22                  |                      |
|      | Zwangsräume                                            | Grellstraße 17                 |                      |